# Ronin (Marvel Comics)
Pour les articles homonymes, voir Ronin.
Ronin est le nom de code de plusieurs personnages de fiction dans l'univers Marvel de la maison d'édition Marvel Comics. Créé par le scénariste Brian Michael Bendis et le dessinateur Joe Quesada, l'identité de Ronin apparaît pour la première fois dans le comic book New Avengers #11 en novembre 2005.
Trois personnages se sont partagés l'identité du Ronin, lié aux Vengeurs. Le nom de ce personnage renvoie au terme japonais Rōnin qui désigne un samuraï sans maître.

## Biographie du personnage
Maya Lopez, alias Echo, fut la première personne à prendre l'identité de Ronin, après que Captain America lui avait demandé de rejoindre les Nouveaux Vengeurs. La place avait été proposée à Daredevil qui déclina l'offre. Ce dernier proposa Maya Lopez pour le remplacer.
Elle fut tuée au Japon par Elektra, puis ressuscitée par la Main. Les Vengeurs la retrouvèrent et la libérèrent avant qu'elle ne soit lobotomisée par les rituels mystiques des ninjas. Lors du combat, Maya tua Elektra qui s'avéra en fait être un Skrull.
Lors de sa libération, un autre Ronin était présent. Il s'agissait de Clint Barton (Œil-de-Faucon), revenu d'entre les morts à la suite des crossover House of M et Civil War.
Entre 2013 et 2014, un certain Spider-Hero (un personnage portant un costume de Spider-man rose et vert fluo) fait son apparition et intègre les Puissants Vengeurs alors menés par Luke Cage. Plus tard, ce dernier ressort un carton contenant des affaires ayant appartenu à Clint Barton dans lequel se trouve le costume de Ronin. On découvre alors que ce dernier n'est autre que Blade, identifiable grâce à son long manteau noir qu'il porte par-dessus le costume. Le chasseur de vampires était alors à la poursuite d'une secte démoniaque dont les adeptes ressemblaient à des lézards humanoïdes.

## Marvel Cinematic Universe
Dans la série Hawkeye, Kate Bishop (Hailee Steinfeld) découvre le costume et l'épée du Ronin lors d'une vente au enchère illégale.

## Capacités et équipements
L'actuel Ronin est un des meilleurs archers au monde, un très bon stratège et un combattant bien entrainé. Il est équipé d'un nunchaku, de dagues et de shurikens, bien qu'il ne soit pas un spécialiste de ce type d'armes.